# إيفيلين مكهيل
إيفيلين مكهيل (بالإنجليزية: Evelyn McHale)‏ هي محاسبة أمريكية، ولدت في 20 سبتمبر 1923 في بيركيلي في الولايات المتحدة، وتوفيت في 1 مايو 1947 في مانهاتن في الولايات المتحدة بسبب سقوط.

## حياتها
```
وُلدت إيڤيلين مكهيل في مدينة 
بريكيلي
 بولاية كاليفورنيا يوم 
20 أيلول (سبتمبر)
 
1923م
.
[
4
]
 كان والدتها تُعاني من عدَّة مشاكل نفسيَّة مما جعل حياتها الزوجيَّة صعبة، وأدَّى في نهاية المطاف إلى انفصالها عن زوجها،
[
5
]
 الذي نال حق حضانة الأطفال، وانتقل بهم إلى مدينة 
نيويورك
. وفي نيويورك عملت إيڤيلين في 
مسك الدفاتر
، وتطوَّعت لِفترة في فصيل النساء بِالجيش الأمريكي خلال 
الحرب العالميَّة الثانية
، حيثُ تعرَّفت على خطيبها.
[
6
]
[
7
]
```

يوم 1 أيَّار (مايو) 1947م، توجَّهت إيڤيلين إلى مبنى الإمپاير ستيت الشاهق، وصعدت إلى الطابق السادس والثمانين وألقت بنفسها من إحدى الشُرُفات وسقطت على سيَّارةٍ مركونة بِالشارع بالشكل الظاهر في الصُورة. عثر حارس الأمن في الطابق الذي ألقت إيڤيلين نفسها منه على رسالةٍ صغيرةٍ تركتها في جيب معطفها المطوي والمتروك على حافَّة الشُرفة، قالت فيها:
أُحرقت جُثَّة إيڤيلين مكهيل كما طلبت، وكانت قصَّتها محور بضعة أفلام سينمائيَّة، وبقي سبب شُهرتها هو صورتها بعدما فارقت الحياة.